# Wellsville (New York)
Wellsville è un comune degli Stati Uniti d'America, situato nello stato di New York, nella contea di Allegany.